# Jack TV
Jack TV (estilizado como JACK TV) é uma canal de televisão filipino, que faz parte da Solar Entertainment Corporation. O canal foi testado em 6 de abril de 2005, estreando oficialmente em 12 de julho de 2005.
Ele oferece programação ocidental composta de comédia, animação, série de drama e reality shows, bem como programas de televisão de adolescentes das redes estadunidenses The CW, CBS, Fox, NBC, Bravo, FX, Syfy, E!, TBS, Comedy Central, VH1, ABC, USA Network, A&E, WGN America, Oxygen e Netflix.

## História
A estação foi formada como parte da descontinuação da Solar USA e sua divisão em duas redes. Comédia, drama e reality shows mudaram para a Jack TV, e a outra programação foi mantida na nova rede C/S (agora Solar TV).
No entanto, quando a Solar TV foi substituída pela Talk TV (agora CNN Philippines, de propriedade e operada pela Nine Media Corporation em conjunto com a Radio Philippines Network), a Jack TV voltou a sua programação Solar USA, mantendo algumas das programações que a tornaram um marco em sua programação. primeiros anos.
Em 20 de outubro de 2012, a Solar Entertainment lançou seu canal secundário Jack CITY na BEAM TV, substituindo CHASE. O canal foi posteriormente remarcado como CT (agora extinto).
Em 10 de abril de 2017, a Jack TV foi abandonada pela Sky Cable e Destiny Cable junto com Basketball TV, CT (agora extinta), Solar Sports e NBA Premium TV supostamente devido às taxas de transporte não remuneradas da Sky Cable. Em 1.º de janeiro de 2019, o canal foi restaurado na Sky Cable após 1 ano de disputas de transporte.

## Distribuição do programa
Jack TV tem programação própria e distinta, geralmente voltada para um público adulto mais jovem. No entanto, sua limitação como um canal de televisão paga, bem como regulamentações de freqüência na televisão, permitem que o canal empreste alguns de seus programas populares aos canais irmãos ETC (ambos com fortes operações na televisão terrestre), simultaneamente ou deslocado no tempo.